# Rhyacophila unipunctata
Rhyacophila unipunctata là một loài Trichoptera trong họ Rhyacophilidae. Chúng phân bố ở miền Tân bắc.